# Élections législatives soviétiques de 1979
Des élections législatives ont lieu en Union des républiques socialistes soviétiques (URSS) le 4 mars 1979. Il s'agit d'élire les 750 membres du Soviet de l'Union et les 750 membres du Soviet des nationalités, les deux assemblées constitutives du Soviet suprême de l'Union soviétique, à l'issue de leur mandat de cinq ans. L'URSS étant un État à parti unique, les citoyens sont appelés à approuver, ou non, les candidats uniques qui leur sont proposés.

## Sélection des candidats, et système électoral
Les deux chambres du Soviet suprême sont élues au suffrage universel direct, et au scrutin uninominal majoritaire. Les membres du Soviet de l'Union représentent chacun une circonscription électorale, toutes les circonscriptions ayant à peu près le même nombre d'habitants. Le Soviet de l'Union représente donc les citoyens de l'Union de manière indifférenciée. À l'inverse, le Soviet des nationalités représente les républiques et régions membres de cette Union. Ainsi, chacune des républiques fédérées élit trente-deux représentants, quelle que soit sa population ; en outre, chaque république autonome a onze députés ; chaque région autonome, cinq ; et chaque district autonome, un.
Le droit de vote s'obtient à l'âge de 18 ans ; est éligible tout citoyen âgé d'au moins 21 ans. Officiellement, voter n'est pas obligatoire, mais s'abstenir peut être considéré comme une forme de dissidence. « Le droit de présenter des candidats appartient aux organisations sociales, aux collectifs de travailleurs et aux assemblées du personnel des unités militaires », tous liés au Parti communiste. Ces organisations présentent plusieurs candidats lors de réunions publiques pré-électorales. Au cours de ces réunions, les citoyens peuvent interroger ces candidats potentiels, puis valident une seule candidature pour leur circonscription. Cette procédure a pour fonction officielle de « s'assurer un soutien populaire massif » pour les candidats retenus, et d'appliquer le principe de démocratie populaire. Le jour de l'élection, les citoyens votent pour ou contre le candidat retenu dans leur circonscription. Un candidat est élu s'il obtient plus de 50 % de suffrages favorables. Des isoloirs sont prévus dans les bureaux de vote, mais les électeurs peuvent déposer leur bulletin dans l'urne sans passer par l'isoloir. Ceux qui font usage de l'isoloir peuvent être perçus avec méfiance ; le vote ne s'exerce donc pas réellement à bulletin secret,.

## Campagne électorale
Le Parti communiste, seul parti autorisé, publie un manifeste électoral un mois avant le scrutin. Il y vante le développement économique du pays grâce au socialisme, et une augmentation de 20 % du « revenu réel par tête d'habitant » depuis les élections précédentes en 1974. Sur le plan international, le Parti souligne la progression du socialisme à travers le monde, notamment au Viêt Nam (unifié en 1976 à l'issue de la guerre du Viêt Nam), et au Laos (où le Pathet Lao a pris le pouvoir en 1975). Léonid Brejnev (Premier secrétaire du Parti) et Andreï Gromyko (ministre des Affaires étrangères) prononcent des discours publics à cet effet durant la campagne électorale.

## Résultats
Tous les candidats sont déclarés élus. La très grande majorité d'entre eux sont membres du Parti communiste ; les autres, sans être membres du Parti, ont bien sûr été approuvés par les organisations de masse qui lui sont liées. Le taux de participation affiché est de 99,9 %. Il y a 487 femmes députées, soit 32,5 %. Léonid Brejnev est reconduit au poste de président du Præsidium du Soviet suprême - c'est-à-dire chef de l'État. Alexis Kossyguine demeure président du Conseil des ministres.
Les résultats détaillés sont les suivants :
Répartition des sièges par parti :
| parti            | sièges au Soviet suprême |
| ---------------- | ------------------------ |
| Parti communiste | 1 075                    |
| sans étiquette   | 425                      |

Répartition des sièges par catégorie professionnelle :
| catégorie                                                                       | sièges au Soviet suprême |
| ------------------------------------------------------------------------------- | ------------------------ |
| ouvriers                                                                        | 522                      |
| « travailleurs des organes du parti »                                           | 249                      |
| agriculteurs des kolkhozes                                                      | 244                      |
| « travailleurs des organismes d'Etat et des Soviets »                           | 209                      |
| intellectuels                                                                   | 136                      |
| directeurs d'entreprise ou « spécialistes »                                     | 66                       |
| militaires                                                                      | 55                       |
| syndicalistes ou membres de l'Organisation communiste de la jeunesse (Komsomol) | 19                       |

Proportion de voix favorables - élection du Soviet de l'Union :
| république socialiste soviétique | suffrages favorables | % de suffrages favorables | suffrages négatifs | % de suffrages négatifs | sièges au Soviet de l'Union |
| -------------------------------- | -------------------- | ------------------------- | ------------------ | ----------------------- | --------------------------- |
| RSFS de Russie                   | 96 666 821           | 99,85 %                   | 148 901            | 0,15 %                  | 405                         |
| RSS d'Ukraine                    | 35 447 562           | 99,97 %                   | 10 086             | 0,03 %                  | 144                         |
| RSS du Kazakhstan                | 8 472 239            | 99,89 %                   | 9 299              | 0,11 %                  | 41                          |
| RSS d'Ouzbékistan                | 7 195 112            | 99,97 %                   | 2 155              | 0,03 %                  | 39                          |
| RSS de Biélorussie               | 6 631 321            | 99,96 %                   | 2 484              | 0,04 %                  | 28                          |
| RSS d'Azerbaïdjan                | 3 032 954            | 99,99 %                   | 154                | 0,01 %                  | 15                          |
| RSS de Géorgie                   | 3 148 797            | 99,99 %                   | 235                | 0,01 %                  | 14                          |
| RSS de Moldavie                  | 2 544 851            | 99,94 %                   | 1 453              | 0,06 %                  | 11                          |
| RSS de Lituanie                  | 2 263 933            | 99,97 %                   | 743                | 0,03 %                  | 9                           |
| RSS du Kirghizistan              | 1 793 826            | 99,90 %                   | 1 819              | 0,10 %                  | 9                           |
| RSS du Tadjikistan               | 1 763 032            | 99,97 %                   | 588                | 0,03 %                  | 9                           |
| RSS d'Arménie                    | 1 619 393            | 99,99 %                   | 148                | 0,01 %                  | 8                           |
| RSS de Lettonie                  | 1 807 230            | 99,89 %                   | 2 051              | 0,11 %                  | 7                           |
| RSS du Turkménistan              | 1 309 469            | 99,95 %                   | 670                | 0,05 %                  | 7                           |
| RSS d'Estonie                    | 1 041 919            | 99,96 %                   | 4 636              | 0,04 %                  | 4                           |
| total URSS                       | 174 734 459          | 99,89 %                   | 185 422            | 0,11 %                  | 750                         |

Proportion de voix favorables - élection du Soviet des nationalités :
| type d'unité administrative | suffrages favorables | % de suffrages favorables | suffrages négatifs | % de suffrages négatifs | sièges au Soviet de l'Union |
| --------------------------- | -------------------- | ------------------------- | ------------------ | ----------------------- | --------------------------- |
| républiques fédérées        | 174 770 398          | 99,91 %                   | 149 581            | 0,09 %                  | 480                         |
| républiques autonomes       | 13 482 659           | 99,83 %                   | 23 388             | 0,17 %                  | 220                         |
| régions autonomes           | 1 286 385            | 99,89 %                   | 1 458              | 0,11 %                  | 40                          |
| districts autonomes         | 880 034              | 99,87 %                   | 1 173              | 0,13 %                  | 10                          |